# Mikeyla
Mikeyla, pseudonimo di Mikaela Pettersson (Karlskrona, 1986), è una cantante svedese.

## Biografia
Nata e cresciuta sull'isola di Sturkö nel comune di Karlskrona, Mikeyla è salita alla ribalta nel 2005 con la sua partecipazione alla quarta edizione del talent show di TV3 Fame Factory.
In seguito alla conclusione del programma, ha firmato un contratto discografico della Pama Records, facente parte della famiglia della Mariann Grammofon, su cui ha pubblicato il suo singolo di debutto Young and Stupid, seguito dall'album Glorious. Il singolo ha raggiunto la 14ª posizione nella classifica svedese, battuto dal successivo, The Lie, che è arrivato al 10º posto, e poi da Glorious, che ha conquistato la 7ª posizione. Il suo secondo album, Something Like That, è uscito nel 2006.

## Discografia

### Album in studio
- 2005 – Glorious
- 2006 – Something like That

### Singoli
- 2005 – Young and Stupid
- 2005 – The Lie
- 2006 – Glorious (feat. The Metal Forces)